# Barkindad spindeljägare
Barkindad spindeljägare (Arachnothera clarae) är en fågel i familjen solfåglar inom ordningen tättingar. Arten lever i Filippinerna.

## Utseende och läte
Barkindad spindeljägare är en liten till medelstor tätting med en lång, nedåtböjd näbb. Fjäderdräkten är övervägande olivgrön, mot buken ljusgul, med olivgult i vingarna och svag streckning på bröstet. Karakteristiskt är en bar orangefärgad hudfläck från näbbroten, vilket gett arten dess namn. Fåglar i östcentrala delen av utbredningsområdet har en ytterligare naken fläck precis ovanför näbben. Arten liknar något orangetofsad spindeljägare, men är större och mörkare under. Bland lätena hörs en grov drill, "grrrrrrr!".

## Utbredning och systematik
Barkindad spindeljägare förekommer i Filippinerna. Den delas in i fyra underarter med följande utbredning:
- Arachnothera clarae luzonensis – förekommer i bergskedjan Sierra Madre på ön Luzon i norra Filippinerna
- Arachnothera clarae philippinensis – förekommer på Samar, Leyte och Biliran i östra Filippinerna
- Arachnothera clarae clarae – förekommer i området kring Davao på ön Mindanao i södra Filippinerna
- Arachnothera clarae malindangensis – förekommer på centrala och västliga delar av ön Mindanao i södra Filippinerna

## Levnadssätt
Barkindad spindeljägare hittas i skog och buskmarker i låglänta områden och lägre bergstrakter. Den har en förkärlek för bananblommor.

## Status
Arten har ett stort utbredningsområde och beståndet anses stabilt. Internationella naturvårdsunionen IUCN listar den därför som livskraftig (LC).

## Namn
Vem fågelns vetenskapliga artnamn clarae'’ syftar på är inte uttalat, men det kan möjligen röra sig om till minne av Clara Blasius (1878-1880), avliden syster till August Wilhelm Heinrich Blasius som beskrev arten 1890.